# Call Me When You’re Sober
Call Me When You’re Sober – singel zespołu Evanescence promujący jego trzecią płytę (The Open Door). Został wydany w  2006. W piosence Amy towarzyszą jej dwie siostry Carrie i Lori jako chórek

## Video
Klip do piosenki został nakręcony od końca czerwca do drugiego tygodnia lipca. Reżyserem był Marc Webb. Ostatecznie teledysk ujrzał światło dzienne 7 sierpnia 2006 roku. Wykorzystano w nim historię Czerwonego Kapturka.

## Lista utworów
Wersja pierwsza
1. "Call Me When You’re Sober"
2. "Call Me When You’re Sober (akustyczna wersja)"

Wersja druga
1. "Call Me When You’re Sober"
2. "Call Me When You’re Sober (akustyczna wersja)"
3. "Making The Video"
4. "Call Me When You’re Sober (teledysk)"

Wersja trzecia (winylowa)
1. "Call Me When You’re Sober"
2. "Call Me When You’re Sober (akustyczna wersja)"